# Urenui (Nouvelle-Zélande)
La ville Urenui est une localité du nord de la région de Taranaki, située dans l ’ Île du Nord de la Nouvelle-Zélande.

## Situation
Elle est localisée sur le trajet de la route State Highway 3/S H 3 (en), tout près des berges de la côte au niveau de la  North Taranaki Bight (en), à 13 kilomètres à l’est de la ville de Waitara et à 6 km au sud-ouest de la ville de Mimi.

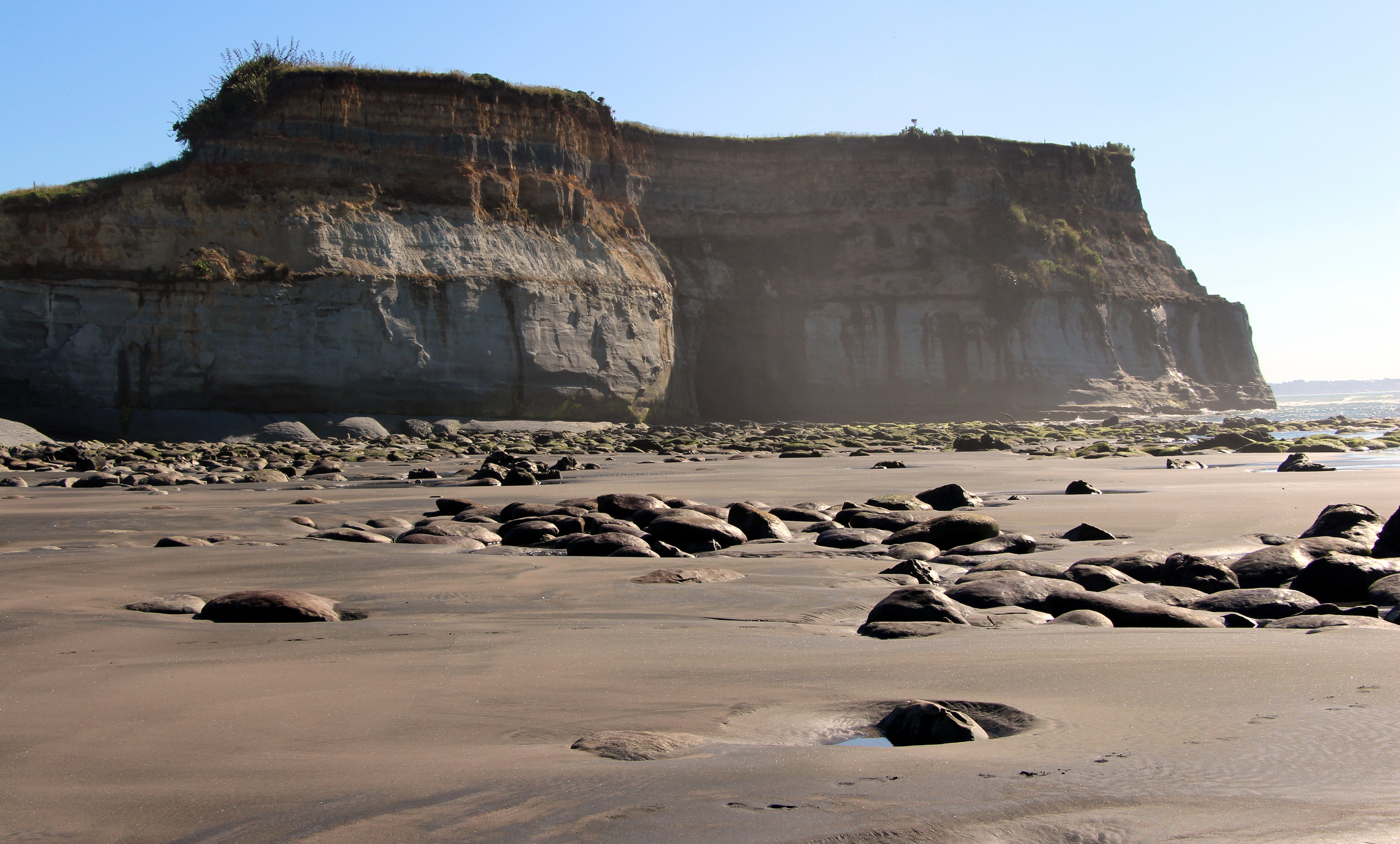
La plage d'Urenui

Le fleuve Urenui s’écoule au-delà de la ville dans le nord de la North Taranaki Bight (en),.
À approximativement 3 km à l’est de la ville se trouve le Marae d‘Urenui, le seul marae restant de la tribu des Ngāti Mutunga.

## Population
La population était de 429 habitants selon le recensement de 2006, en augmentation de 12 résidents par rapport à 2001.
Les courriers adressés à Urenui doivent avoir le numéro de boite postale et un nom de rue.

## Éducation
L’école d’Urenui School est une école mixte primaire allant de l'année 1 à 6, avec un taux de décile de 5 et un effectif de 86 élèves. L’école fut fondée en 1876 et a célébré le jubilée de son 125 em anniversaire en 2001,.

## Personnalités Notables
- Māui Pōmare, homme politique

## Autres lectures
- A. H. Messenger et Edward Rolfe Andrews, Urenui School 80th jubilee, 1876–1956 : souvenir booklet, history of school and district, 1st and 2nd Avril, 1956, Urenui, N.Z. ; New Plymouth, N.Z., Urenui School ; Taranaki Herald, 1956
- Alastair Gordon, Archaeology in North Taranaki, New Zealand a study of field monuments in the Pukearuhe – Mimi-Urenui area, Wellington, N.Z., New Zealand Archaeological Association, 1964
- Warren Gumbley, Archaeological mapping of pa in four Taranaki historic reserves, Wellington, New Zealand, Department of Conservation, 1997
- Margaret de Jardine, The little ports of Taranaki : being Awakino, Mokau, Tongaporutu, Urenui, Waitara, Opunake, Patea, together with some historical background to each, New Plymouth, N.Z., Margaret de Jardine, 1992.
- « Ngati Mutunga (electronic resource) » (consulté le 29 janvier 2008)
- The history of Urenui : arrival of the first Maoris, New Plymouth, NZ, Taranaki Daily News, 6 septembre 1930
- Alastair Gordon Buist, Archaeology in North Taranaki, New Zealand a study of field monuments in the Pukearuhe – Mimi-Urenui area, Wellington, NZ, New Zealand Archaeological Association, 1964